# كأس اليونان 1973–74
كأس اليونان 1973–74 (باليونانية: Κύπελλο Ελλάδος ποδοσφαίρου ανδρών 1973-74)‏ هو الموسم 32 من كأس اليونان. أشرف على تنظيمه الاتحاد الإغريقي لكرة القدم، وكان عدد الأندية المشاركة فيه 79، وفاز فيه نادي باوك.